# Pamětní medaile na válku 1912–1913
Pamětní medaile na válku 1912–1913 (bulharsky: възпоменателна медал за война 1912–1913) bylo vyznamenání Bulharského carství, které založil bulharský car Boris III. v roce 1933. Udíleno bylo za zásluhy během balkánských válek.

## Historie a pravidla udílení
Vyznamenání bylo založeno bulharským carem Borisem III. dekretem ze dne 9. prosince 1933 jako upomínka na balkánské války. Medaile byla udílena příslušníkům bulharské armády bojujícím v první světové válce. Dále mohla být udělena i lidem se zvláštním přínosem pro vlast jako byli dobrovolníci, radní, lékaři, zdravotní sestry, novináři a další. Udělena mohla být i pozůstalým či cizincům. Právo na udělení medaile bylo omezeno na činy, které se odehrály mezi 5. říjnem 1912 a 31. červencem 1913.
Medaile byly vyráběny v Německu a Švýcarsku a do Bulharska byly odeslány v několika šaržích. Předávány byly vyznamenaným lidem v zeleném sáčku z voskovaného papíru. Vyznamenaní kromě medaile obdrželi také dekret.

## Insignie
Medaile měla kulatý tvar o průměru 31 mm a tloušťce 3 mm. Na přední straně byl reliéf státního znaku Bulharského carství, který byl položen na dvou zkřížených mečích směřujících vzhůru. Okolo byly dvě vavřínové či dubové větvičky, které se ve spodní části medaile křížily. Na zadní straně byly data 1912–1913. Datum bylo ohraničeno dvěma větvičkami z obilovin, vavřínových a dubových listů, které byly ve spodní části zkřížené. Větvičky symbolizovaly Moesii, Makedonii a Thrákii.
Medaile se nosila nalevo na hrudi na stuze široké 38 mm. Stuha byla v případě pánů složena do trojúhelníku v případě dam uvázaná do mašle. Stuha byla zelené barvy při obou okrajích s bílým proužkem o šířce 7 mm, kterým probíhal proužek červené barvy široký 3 mm. Pokud byla medaile udělena civilistům, byl uprostřed navíc bílý proužek a pokud byla udělena in memoriam byl uprostřed černý proužek.